# Delosperma sutherlandii
|  | Dieser Artikel wurde aufgrund von formalen oder inhaltlichen Mängeln in der Qualitätssicherung Biologie im Abschnitt „Pflanzen“ zur Verbesserung eingetragen. Dies geschieht, um die Qualität der Biologie-Artikel auf ein akzeptables Niveau zu bringen. Bitte hilf mit, diesen Artikel zu verbessern! Artikel, die nicht signifikant verbessert werden, können gegebenenfalls gelöscht werden. Lies dazu auch die näheren Informationen in den Mindestanforderungen an Biologie-Artikel. Begründung: Vollprogramm |

Delosperma sutherlandii ist eine Pflanzenart in der Familie der Mittagsblumengewächse aus dem östlichen Südafrika.

## Beschreibung
Die sukkulente Delosperma sutherlandii ist zwergwüchsig und wird nur etwa 10–20 Zentimeter hoch. Die Pflanze und die Blätter sind borstig behaart. Sie hat fleischige Blätter, die von grün bis rot gefärbt sein können. Ihre großen, einzeln erscheinenden Blüten, die von Mai bis September erscheinen, sind violett bis purpur und in der Mitte weiß. Die Besonderheit der Delosperma sutherlandii ist, dass sie Temperaturen bis −10 °C übersteht. Sie wächst kriechend und lässt sich leicht über Samen und Stecklinge verbreiten.